# الأم (فلم 2009)
الأم (بالكورية: 마더) فيلم دراما كوري جنوبي من إخراج بونغ جون هو، وبطولة كيم هي جا و وون بين.

## القصة
هي جا بائعة ”جانسنغ“ وتعمل في الوخز بالإبر من دون ترخيص في بلدة صغيرة في جنوب كوريا الجنوبية لكي تعيل إبنها المعاق دو جون البالغ من العمر 27 عاماً، وهو عاطل عن العمل، ومعاق عقلياً، بينما هي جا والتي هي أمه تتجاهل ذلك، لاحقا يُعثر على فتاة في الثانوية ميتة على أحد أسطح البنايات، ليقوم رجال الشرطة والمباحث بالقبض على دو جون لعثورهم على شيء يخصه هناك، تبدأ أمه  بالبحث عن أدلة لتبرئه إبنها من الجريمة.

## الممثلون
- كيم هي جا، في دور الأم.
- وون بين، في دور يون دو جون.
- تشون وو هي، في دور مي نا.
- جيون مين سيون، في دور مي سون.
- جين غو، في دور جين تاي.

## روابط خارجية
- مقالات تستعمل روابط فنية بلا صلة مع ويكي بيانات